# Megaselia gradualis
Megaselia gradualis är en tvåvingeart som beskrevs av Borgmeier 1971. Megaselia gradualis ingår i släktet Megaselia och familjen puckelflugor. Inga underarter finns listade i Catalogue of Life.